# بحر وحلي
بحر وحلي (بالإنجليزية: Mudflat)‏ و(بالألمانية: Wattenmeer) هي مناطق ساحلية منبسطة تقع تحت تأثير المد والجزر.

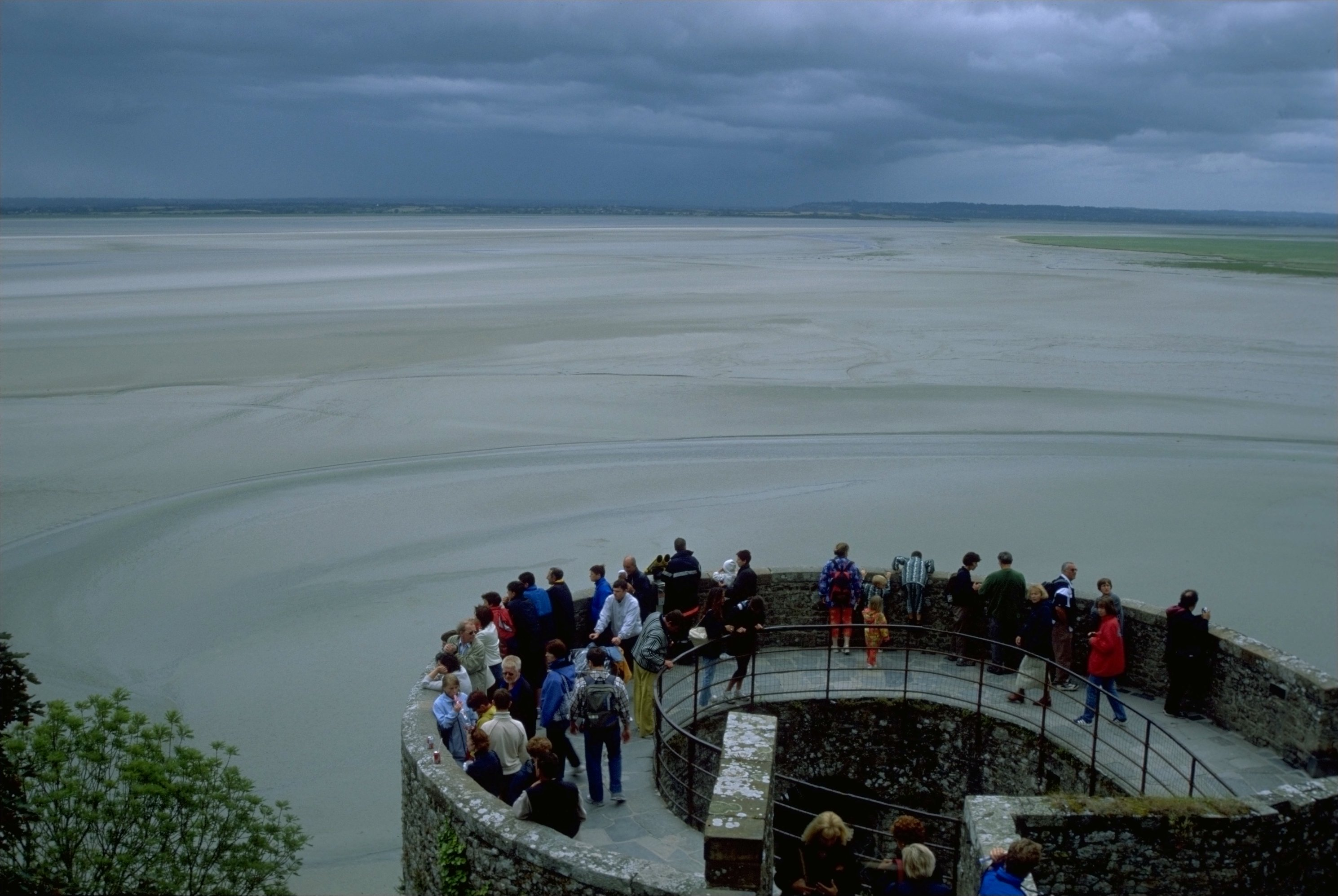
بحر الوحل في فرنسا عند جزيرة مونت سان ميشيل وقت انخفاض ماء البحر.

تقع سواحل عريضة من بحر وحلي تحت المد الجزر مرتين كل يوم، يكون فيها البحر خالياً من المياه (أثناء الجزر) ثم تحل عليها فترة لمدة ساعات يعلو فيها المياه في فترات المد. عندما ينحسر مياه البحر من تلك الشواطئ تظهر أرضية البحر في هيئة مساحات واسعة من الوحل. وترى فيها أحياء صغيرة مثل القواقع وديدان البحر وربما بعض السمك والكابوريا. الأرضية زاخرة بالحياة البحرية. توجد تلك المناطق مثلاً في فرنسا على ساحل المحيط الأطلسي وعلى سواحل هولندا وشمال ألمانيا. تلك المناطق تعد من المحميات الطبيعية التي تهتم بها الدول للحفاظ عليها لما فيها من حياة بحرية وطيور تعيش عليها.

## مناطق وجودها

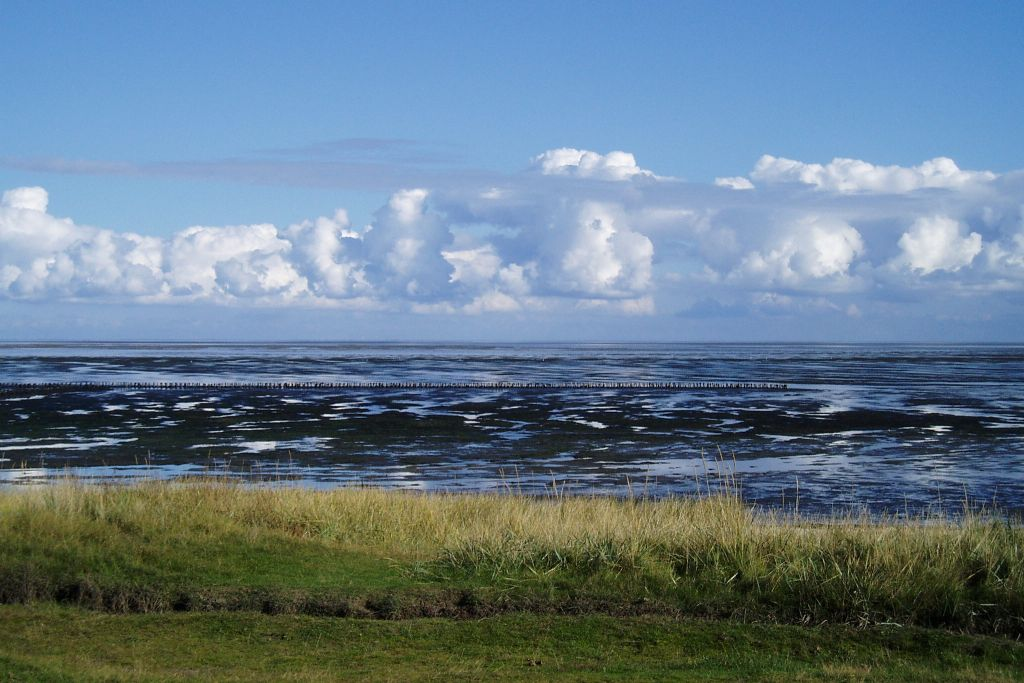
وقت الجزر وانحسار مياه بحر الشمال عند جزيرة سيلت، ألمانيا.

توجد البحار الوحلية في مناطق كثيرة من أنحاء العالم ذات المناخ المعتدل، مثل شواطئ هولندا وفرنسا وألمانيا. وتكون تلك البحار والشواطئ في المناطق الاستوائية مغطاة بأشجار الأيكة الساحلية.

## الحياة النباتية والحيوانية
يشكل البحر الوحلي بيئة حياتية صعبة خاصة. تعيش في كل واحد منها أنواع خاصة من نباتات وحيوانات مميزة له وقد تأقلمت على المعيشة فيه. كما يشكل البحر الوحلي مكاناً خاصاً لهبوط الطيور الراحلة للغذاء والراحلة أثناء طيرانها عبر مسافات طويلة بين القارات. يعيش في بحر الوحلة ديدان الوحل وكثير من أنواع الصدفيات والقواقع. كما يعيش طلب البحر على بعض المساحات المرتفعة التي تنحسر عنها المياه تماماً أثناء الجزر وتصبح جافة. كما تنمو بعض النباتات العشبية البحرية على مناطق تغطيها المياه لفترات وجيزة.
كما توجد نباتات فريدة تنمو على أرضيات رملية من الساحل وتعمل على استقرارها.